# 옹진군의회
옹진군의회는 인천광역시 옹진군 지역을 관할하는 기초의회이다.